# Mawson-Station

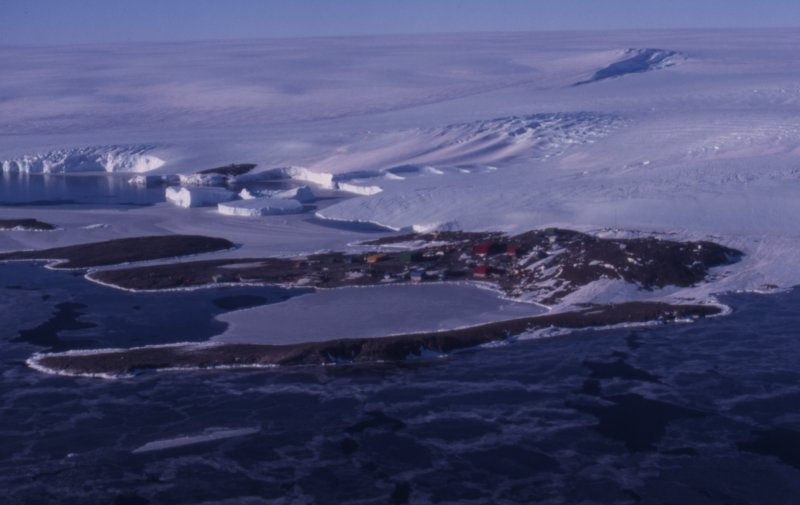
Luftbild der Mawson-Station

Die Mawson-Station ist eine von der australischen Regierungsbehörde Australian Antarctic Division (AAD) ganzjährig betriebene Forschungsstation in der Antarktis. Sie wurde 1954 auf Vorschlag von Phillip Law, dem damaligen Direktor der Behörde, als erste Basis Australiens auf dem antarktischen Kontinent errichtet und war die erste permanente Station südlich des Polarkreises. Benannt wurde sie nach dem australischen Polarforscher Sir Douglas Mawson, der von 1911 bis 1914 die erste australische Antarktisexpedition leitete. Mit dem Bau erneuerte Australien seine territorialen Ansprüche auf dem Kontinent.

## Lage
Die Station befindet sich auf einem isolierten felsigen Aufschluss an der Küste des Mac-Robertson-Landes am östlichen Rand des antarktischen Plateaus. Der Standort an der Holme Bay wurde vor allem wegen des im Sommer eisfreien Zugangs ausgewählt. Die Gebäude der Forschungsstation liegen auf dem abschüssigen Land hinter den Andockanlagen, dem so genannten Horseshoe Harbour.

## Geschichte

### Die Expeditionen des Sir Douglas Mawson
Die Küste und die Berge des Mac-Robertson-Landes wurden von Douglas Mawson während der von 1929 bis 1931 dauernden British Australian and New Zealand Antarctic Research Expedition (BANZARE) von seinem Schiff RRS Discovery aus entdeckt. Er benannte das Gebiet nach dem Industriellen Macpherson Robertson (1859–1945), der die Expedition nachhaltig finanziell gefördert hatte. Mawson nahm das Land für die britische Krone in Besitz. Zur gleichen Zeit erschlossen auch norwegische Walfänger im Auftrag des Magnaten Lars Christensen das Gebiet, wovon heute mehrere geografische Bezeichnungen zeugen. Der zweite Teil seiner Expedition führte Mawson Anfang 1931 wieder an die Küste des Mac-Robertson-Landes, und am 18. Februar 1931 ging er als erster Mensch in diesem Teil der Ostantarktis bei Kap Bruce an Land.

### Erneute Vorstöße auf den Kontinent
Nach dem Ende des Zweiten Weltkriegs griff die australische Regierung die Tradition der geographischen und hydrographischen Forschung von Mawsons Expeditionen wieder auf, und das australische Department of External Affairs organisierte unter der Leitung der neu geschaffenen Australian National Antarctic Research Expeditions (ANARE) drei Polarexpeditionen. Ziel der Unternehmung war die Errichtung zweier Forschungsstationen auf den Inseln Heard und Macquarie sowie die Suche nach einem geeigneten Standort an der George-V.-Küste für den Aufbau einer permanenten Station auf dem antarktischen Kontinent. Neben dem wissenschaftlichen Aspekt sollte mit dem Bau der Stationen auch Australiens territorialer Anspruch bekräftigt werden.
Im Sommer 1947/48 konnten die beiden ersten Stationen auf Heard und Macquarie in Betrieb genommen werden. Der Plan, von dort aus auch das antarktische Festland zu erschließen, musste jedoch aufgegeben werden, nachdem sich das Forschungsschiff HMAS Wyatt Earp als ungeeignet für eine Fahrt durch das Packeis erwiesen hatte. In den Folgejahren ließ der Aufwand für den Betrieb der beiden bestehenden Stationen alle Anstrengungen der Antarctic Division für den Schritt auf den Kontinent schwinden.

### Der Bau der Station
Erst 1953 griff Phillip Law, der damalige Direktor der Australian Antarctic Division, die Idee wieder auf. Anhand von Luftaufnahmen der US-amerikanischen Polarexpedition Operation Highjump aus dem Sommer 1946/47 und norwegischer Landkarten identifizierte er den im Mac-Robertson-Land gelegenen Horseshoe Harbour als besten Standort für eine ganzjährig betriebene Forschungsstation. Ausschlaggebend waren die Lage zur Zone der Polarlichter und die Nähe zu den bereits bestehenden Versorgungsrouten für die Station auf Heard. Nachdem Law die Bewilligung für eine kleine Expedition erhalten hatte, ging er am 4. Februar 1954 in Melbourne an Bord des dänischen Eisbrechers Kista Dan und startete in Richtung Antarktis. Nach einem Zwischenstopp auf der Insel Heard erreichte das Schiff am 13. Februar 1954 die ausgesuchte Stelle. Law hisste an der felsigen Küste die australische Flagge und gab der Stelle zu Ehren des bedeutendsten australischen Polarforschers Sir Douglas Mawson den Namen Mawson Station. Als zehn Tage später die Expedition wieder aufbrach, waren drei Baracken errichtet. Eine zehnköpfige Gruppe unter der Führung von Robert Dovers blieb zurück, um in der Station zu überwintern und den Kern der Basis aufzubauen. Bis Ende des Jahres kamen zwei weitere Gebäude hinzu.
Konkurrierende Besitzansprüche von Großbritannien, Chile und Argentinien rückten die antarktische Halbinsel in das Zentrum der polaren Aktivitäten dieser Länder. So entwickelte sich die Mawson-Station – bis 1957 die einzige Basis in diesem Teil der Ostantarktis – zum Startpunkt für die Erkundung der Küste östlich des Amery-Schelfeises und des westlich gelegenen Enderbylandes sowie für die Erschließung des antarktischen Hinterlandes. Die Errichtung eines Flugzeughangars, des ersten des Kontinents, im Jahr 1956 ermöglichte die Erkundung des Lambert-Gletschers und der Prince Charles Mountains aus der Luft. Bis Ende 1957 waren 26 Gebäude errichtet, neun Jahre später waren es mehr als 50.

## Technische Ausstattung
Im Jahr 2003 wurden zwei Windenergieanlagen des deutschen Herstellers Enercon an der Mawson-Station installiert, um den Dieselverbrauch bei der Stromversorgung der Forschungsanlage deutlich zu reduzieren. Die beiden Windenergieanlagen vom Typ Enercon E-30 haben jeweils 300 kW Nennleistung sowie 30 m Rotordurchmesser und werden vom Personal der Forschungsstation selbst gewartet.